# Gentiana nopscae
Gentiana nopscae là một loài thực vật có hoa trong họ Long đởm. Loài này được (Jáv.) Wraber mô tả khoa học đầu tiên năm 1990.